# Герб Полонного
Герб Поло́нного — офіційний символ міста Полонного (райцентр Хмельницької області), затверджений сесією міської ради 23 січня 1991 року.

## Опис
Герб Полонного являє собою розтятий лазурово-пурпуровий щит, у якому зображена срібна фортеця з золотим дахом на зеленій горі, а понад нею — срібний куманець, обрамований золотом і прикрашений квітами золотого кольору.
Лазуровий колір означає Поділля, до якого місто належить нині, а пурпуровий — Волинь, до якої належало колись; куманець — символ однієї з найхарактерніших для міста галузі — виробництва побутової та декоративної порцеляни. Зображення фортеці, відомої ще з XII століття, символізує древню та героїчну історію міста.
Автором герба є Козак Микола Іванович — на той час головний художник Полонського порцелянового заводу.
Існують також версії щодо існування в минулому інших гербів Полонного. Так, в архіві відомого польського геральдиста й нумізмата М.Гумовського (нині зберігається в фондах Краківського національного музею) є опис магістратської печатки Полонного другої половини XVIII ст. з зображенням Святого Мартина, що сидить на коні й подає половину свого плаща старцеві. Найімовірніше, Святий Мартин у гербі виступає як патрон тогочасного (з 1766 р.) власника міста, князя Мартина (Марціна) Любомирського.